# Castetbon
Castetbon ist eine französische Gemeinde mit 152 Einwohnern (Stand: 1. Januar 2022) im Département Pyrénées-Atlantiques in der Region Nouvelle-Aquitaine. Sie gehört zum Arrondissement Oloron-Sainte-Marie und zum Kanton Orthez et Terres des Gaves et du Sel (bis 2015: Kanton Sauveterre-de-Béarn).

## Geographie
Castetbon liegt etwa 35 Kilometer westnordwestlich von Pau. Der Saleys bildet einen Teil der nördlichen Gemeindegrenze. Umgeben wird Castetbon von den Nachbargemeinden Ozenx-Montestrucq im Norden und Nordwesten, Loubieng im Norden und Nordosten, Audaux im Süden und Osten, Ossenx im Süden, Narp im Süden und Südwesten sowie Orriule im Westen.

## Geschichte
Während des Mittelalters befand sich hier eine der wichtigsten Brücken auf der Straße nach Spanien. Noch heute zeugt der mittelalterliche Ortskern von der damaligen Bedeutung.

## Bevölkerungsentwicklung
| Jahr                      | 1962 | 1968 | 1975 | 1982 | 1990 | 1999 | 2006 | 2013 |
| Einwohner                 | 204  | 195  | 173  | 159  | 161  | 157  | 186  | 175  |
| Quelle: Cassini und INSEE |      |      |      |      |      |      |      |      |

## Sehenswürdigkeiten
- Kirche Notre-dame de l’Assomption
- früheres Tor (sog. Westtor oder Salztor)

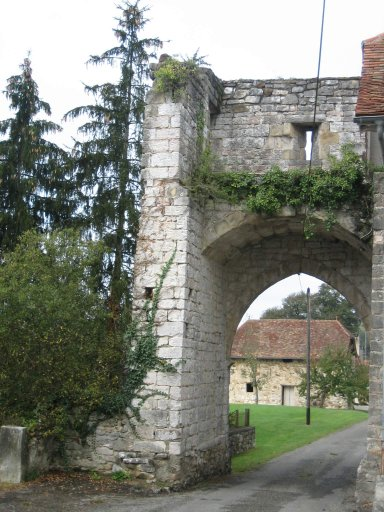
Altes Tor (Salztor)